# 张德修
张德修（1931年—），中华人民共和国经济学家，北京大学经济学院教授。

## 生平
1931年生，张家港人。1952年考入中央财经学院，据他回忆当时上大学一个月生活费只有两块钱。1954年至1959年在莫斯科大学经济系学习。回国后在北京大学经济系世界经济教研室任教至退休。1980年至1981年在贝尔格莱德大学访问进修，获经济学博士学位。

## 观点
张德修认为，通过内地与香港的紧密经济关系，可以确保两地经济持续快速发展，提高中国综合国力之余，也可提升中国在世界经济的地位。他说，内地优于制造业，而香港强在服务业，两者可互补长短，这可以使双方的长处有更进一步的发展。

## 学术兼职
北京大学校学术委员会经济学科评议组副组长、经济学院国际经济研究所所长、国务院发展研究中心欧亚所特约高级研究员、国家体改委外国经济体制研究组特约研究员。

## 著作
- 《东欧经济概论》，北京大学出版社，1986年[9]
- 《南斯拉夫经济》，北京出版社，1979年[10]
- 《现代外国经济思潮评论讲座》，与胡代光和厉以宁合著，军事译文出版社，1985年[11]
- 《国家与企业经济管理权限比较研究》
- 《对外开放百科》
- 《南斯拉夫自治经济制度的产生和发展》
- 《经济转轨之路——张德修文集》，北京大学出版社，2005年[12]